# Asteroidmåne

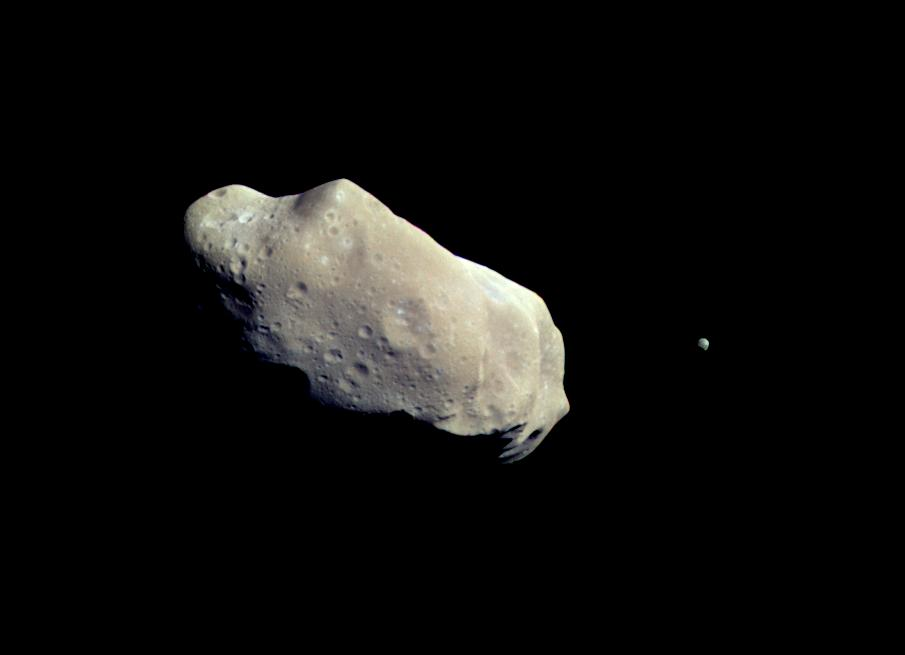
243 Ida och dess måne Dactyl.

En asteroidmåne är en himlakropp som kretsar kring en annan asteroid som dess naturliga satellit. Man tror att många asteroider och objekt i kuiperbältet har egna månar, i vissa fall av ganska omfattande storlek. Upptäckten av asteroidmånar (och andra binära objekt i allmänhet) är mycket viktiga då man genom att kartlägga månens bana kan avgöra asteroidens densitet och massa och även få en inblick i dess fysiska egenskaper. Fram till december 2010 har 192 asteroider med tillhörande måne/ månar upptäckts.

## Terminologi
Som tillägg till termerna naturlig satellit och måne används ibland binära objekt för att beskriva asteroidmånar. Om ett av objekten är betydligt större så används ofta primär och för dess kompanjon sekundär. Dubbelasteroid kan ibland användas för att beskriva system där asteroiden och dess måne är av ungefär samma storlek medan binära objekt har en tendens att användas oberoende av de relativa storlekarna. Då binära asteroider liknar varandra i storlek kan även termen binära kompanjoner användas istället för att kalla det mindre objektet för en satellit. Ett exempel på en binära kompanjoner är 90 Antiope upptäckt först 1 oktober 1866 av den asteroidsökande astronomen R. Luther i Düsseldorf som då var ovetande om dess ovanliga egenskaper. På Keck-observatoriet på Mauna Kea i Hawaii den 10 augusti 2000 upptäckte man sedan att asteroiden i själva verket bestod av två jämnstora binära objekt.

## Upptäckter
Fram till december 2010 har 192 asteroidmånar upptäckts, 72 i asteroidbältet (5 med två satelliter), 38 jordnära objekt, 4 i Jupiters omloppsbana runt solen, 4 som korsar Mars bana (2 med två satelliter, 1 med tre satelliter) samt 66 transneptunska objekt.
I samband med en ockultation av stjärnan SAO 120774, 1978 föreslogs det att asteroiden 532 Herculina skulle ha en egen måne och ytterligare rapporter om asteroidmånar fortsatte sedan att presenteras de efterföljande åren. Även om observationerna ansågs kontroversiella till en början så föreslog Thomas Wm. Hamilton 1978 i ett brev till Sky & Telescope magazine att Clearwatersjöarna i Québec, Kanada, skulle ha uppstått genom en kollision av just binära kompanjoner.
Amatörastronomer fortsatte att observera stjärnor som tycktes släckas och tändas då asteroider passerade förbi i vad som kallas stjärnockultation men dessa observationer kunde aldrig bekräftas av upprepade observationer.
Det lät sig dröja till 1993 innan den första asteroidmånen blev bekräftad när rymdsonden Galileo tog bilder som visade att asteroiden 243 Ida hade en satellit i omloppsbana. 1998 blev 45 Eugenia den andra asteroiden att upptäckas med en egen måne. 2001 blev 617 Patroclus och dess i princip lika stora måne Menoetius de första binära kompanjonerna att upptäckas i Jupiters omloppsbana runt solen. Den första transneptunska dubbelasteroiden 1998 WW31 bekräftades 2002.

## Trippelsystem
Den 9 augusti 2004 blev 87 Sylvia den första kända trippelasteroiden att upptäckas då man fann den andra månen Remus i dess omloppsbana där man redan kände till Romulus. När man sedan 2005 fann en andra måne i omloppsbana runt 45 Eugenia blev systemet alltså även näst först i att identifieras som trippelasteroid. Under 2005 blev asteroiden Haumea det andra kända objektet i Kuiperbältet efter Pluto med fler än bara en måne.

## Förekomst
Man uppskattar att 2 % av alla asteroider har egna månar. Det är dock svårt att göra bedömningar gällande binära objekt då den data som finns tillgänglig är inkonsekvent och visar på att frekvensen tycks variera mellan olika kategorier av objekt. Den odiskutabla observatoriska datan som finns tillgänglig består av avstånd från jorden, storlek, separation mellan objekten samt den totala ljusmängd som himlakroppen exponeras för i förhållande mellan det ljus som reflekteras och utstrålas. Vidare uppskattar man att 11 % av alla transneptunska objekt (TNO) består av binära eller multipla objekt medan tre av fyra kända stora TNO åtminstone har en satellit.

## Uppkomst
Man vet ännu inte med säkerhet hur asteroidmånar uppstår. Det finns mängder av teorier bland vilka det anses mest troligt att de formas av spillror från den primära asteroiden som brutits loss efter kollisioner. Det är även möjligt att asteroidmånar uppstår när den primära asteroiden fångar upp mindre objekt i dess gravitation. 
Om formationen skapats genom en kollision så hindras det sekundära objektet från att helt separera genom rörelsemängdsmomentet av objekten, dvs. av massan och separationen. Denna modell stämmer väl in med närbelägna binära objekt som Pluto och dess måne Charon medan det anses osannolikt att distanserade binära objekt med liknande massa har tillkommit på detta vis.
Bland jordnära objekt, objekt i asteroidbältet, himlakroppar i Jupiters omloppsbana och objekt som korsar Mars omloppsbana så varierar avståndet mellan kända binära objekt från några hundra kilometer (243 Ida, 3749 Balam till mer än 3000 kilometer (379 Huenna). Bland transneptunska objekt varierar avstånden mellan 3 000 och 50 000 kilometer.

## Dvärgplaneterna
Bland dvärgplaneterna är det 90 procents sannolikhet att Ceres inte har några månar som är större än 1 kilometer i radie, under förutsättning att albedon är densamma som för Ceres. 
Pluto har fem kända månar. Den största, Charon, är mer än Plutos halva storlek och tillräckligt stor för att himlakropparna ska kretsa runt varandra. Det innebär att de tillsammans formar en dubbelplanet. Plutos fyra andra månar, Nix, Hydra, Kerberos och Styx är betydligt mindre och kretsar runt Pluto – Charon-systemet.
Haumea har två månar med en radie som uppskattats till 155 kilometer (Hiʻiaka ) och 85 kilometer (Namaka).
Makemake har inga kända månar. 
Eris har en känd måne, Dysnomia. Dess radie har beräknats på grundval av dess ljusstyrka och uppskattats till mellan 50 och 125 kilometer. 

## Lista över asteroider med en eller flera månar

### Jordnära objekt

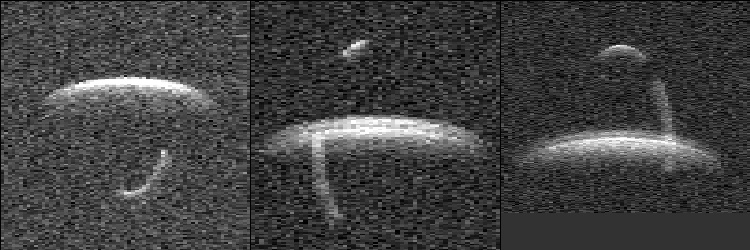
Radarbild av (66391) 1999 KW4 och dess måne.

Asteroid (136617) 1994 CC i juni 2009 som visar två månar.

| Namn                | Typ    | Diameter (km) (eller storlek) | Månens namn                         | Månens diameter (km) (eller storlek) | Avstånd (km)  |
| ------------------- | ------ | ----------------------------- | ----------------------------------- | ------------------------------------ | ------------- |
| 1862 Apollo         | Apollo | 1,7                           | S/2005 (1862) 1                     | 0,08                                 | 3             |
| 3671 Dionysus       | Amor   | 1,5                           | S/1997 (3671) 1                     | 0,4                                  | 2,2           |
| 5381 Sekhmet        | Aten   | 1                             | S/2003 (5381) 1                     | 0,3                                  | 1,54 ± 0,12   |
| 7088 Ishtar         | Amor   | 1,5?                          | S/2006 (7088) 1                     | ?                                    | ?             |
| (31345) 1998 PG     | Amor   | 0,9                           | S/2001 (31345) 1                    | 0,3                                  | 1,5           |
| (35107) 1991 VH     | Apollo | 1,2                           | S/2001 (35107) 1                    | 0,5                                  | 3,2           |
| 65803 Didymos       | Amor   | 0,8                           | S/2003 (65803) 1                    | 0,15 ± 0,05                          | 1,1           |
| (66063) 1998 RO1    | Aten   | 0,9                           | S/2001 (66063) 1                    | 0,36                                 | 0,8           |
| (66391) 1999 KW4    | Aten   | 1,2                           | S/2001 (66391) 1                    | > 0,36                               | 2,6           |
| 69230 Hermes        | Apollo | 0,4                           | S/2003 (69230) 1                    | 0,4                                  | 1             |
| (85938) 1999 DJ4    | Apollo | 0,7                           | S/2004 (85938) 1                    | 0,35                                 | 1,5           |
| (88710) 2001 SL9    | Apollo | 1                             | S/2001 (88710) 1                    | 0,31                                 | 1,8           |
| (153591) 2001 SN263 | Amor   | 2,6                           | 2 månar: Gamma (inre), Beta (yttre) | ?                                    | 3,8, 16,6     |
| (136617) 1994 CC    | Apollo | 0,7                           | 2 månar: Beta (inre), Gamma (yttre) | ?                                    | 1,7, 6,1      |
| (137170) 1999 HF1   | Aten   | 3.5                           | S/1999 (137170) 1                   | 0,8                                  | 7.0           |
| (162000) 1990 OS    | Apollo | 0,3                           | S/2003 (1990 OS) 1                  | 0,045                                | 0,6           |
| (164121) 2003 YT1   | Apollo | 1                             | S/2004 (2003 YT1) 1                 | 0,18                                 | ~2,7          |
| (175706) 1996 FG3   | Apollo | 1,4                           | S/2001 (1996 FG3) 1                 | 0,43                                 | 2,4           |
| (185851) 2000 DP107 | Apollo | 0,80 (± 0,16)                 | S/2000 (2000 DP107) 1               | 0,30 (± 0,15)                        | 2,622 ± 0,162 |
| (285263) 1998 QE2   | Amor   | 2,75                          | S/2013 (285263) 1                   | 0,6                                  | ?             |
| 1994 AW1            | Amor   | 0,9                           | S/2001 (1994 AW1) 1                 | 0,5                                  | 2,1           |
| 1994 XD             | Apollo | 1?                            | S/2005 (1994 XD) 1                  | ?                                    | ?             |
| 1998 ST27           | Aten   | 0,8                           | S/2002 (1998 ST27) 1                | 0,12                                 | 4,5 ± 0,5     |
| 2000 UG11           | Apollo | 0,23 ± 0,06                   | S/2001 (2000 UG11) 1                | 0,10                                 | 0,337 ± 0,013 |
| 2002 BM26           | Amor   | 0,6                           | S/2002 (2002 BM26) 1                | 0,1                                  | 1,5           |
| 2002 CE26           | Apollo | 3                             | S/2004 (2002 CE26) 1                | 0,2                                  | 5             |
| 2002 KK26           | Amor   | 0,5                           | S/2003 (2002 KK26) 1                | 0,1                                  | ?             |
| 2003 SS84           | Apollo | 0,12                          | S/2004 (2003 SS84) 1                | 0,06                                 | 0,3?          |
| 2004 DC             | Apollo | 0,3                           | S/2006 (2004 DC) 1                  | ?                                    | ?             |
| 2005 AB             | Amor   | 1,2?                          | S/2005 (2005 AB) 1                  | 0,3                                  | 2,5?          |
| 2005 NB7            | Apollo | 0,5 ± 0,1                     | S/2008 (2005 NB7) 1                 | 0,2 ± 0,1                            | ≥ 0,6         |
| 2006 GY2            | Apollo | 0,45                          | S/2006 (2006 GY2) 1                 | ?                                    | ?             |